# Чаналь (муниципалитет)
Чаналь (исп. Chanal) — муниципалитет в Мексике, штат Чьяпас, с административным центром в одноимённом посёлке. Численность населения, по данным переписи 2020 года, составила 13 678 человек.

## Общие сведения
Название Chanal с языка науатль можно перевести как — мудрец, который учит.
Площадь муниципалитета равна 406,7 км², что составляет 0,6 % от площади штата, а наиболее высоко расположенное поселение Крустанах, находится на высоте 2522 метра.
Он граничит с другими муниципалитетами Чьяпаса: на севере с Осчуком, на востоке с Альтамирано и Лас-Маргаритасом, на юге с Комитан-де-Домингесом, на юго-западе с Аматенанго-дель-Валье, на западе с Теопиской, и на северо-западе с Уистаном.

## Учреждение и состав
Муниципалитет был образован 8 мая 1935 года, по данным 2020 года в его состав входит 19 населённых пунктов, самые крупные из которых:
| Код INEGI                  | Населённый пункт                                                              | Численность населения (2005 год) | Численность населения (2010 год) | Численность населения (2020 год) |
| -------------------------- | ----------------------------------------------------------------------------- | -------------------------------- | -------------------------------- | -------------------------------- |
| 024                        | Всего                                                                         | 9050                             | 10817                            | 13678                            |
| 0001                       | Чаналь (исп. Chanal) 16°39′36″ с. ш. 92°15′36″ з. д. (административный центр) | 6297                             | 7008                             | 9533                             |
| 0008                       | Сиберия (исп. Siberia) 16°37′06″ с. ш. 92°17′36″ з. д.                        | 570                              | 954                              | 1261                             |
| 0005                       | Натильтон (исп. Natiltón) 16°31′27″ с. ш. 92°12′20″ з. д.                     | 566                              | 685                              | 709                              |
| 0006                       | Онильха (исп. Onilja) 16°32′19″ с. ш. 92°11′27″ з. д.                         | 224                              | 311                              | 405                              |
| 0013                       | Фронтера-Мехикито (исп. Frontera Mexiquito) 16°32′23″ с. ш. 92°09′48″ з. д.   | 271                              | 406                              | 326                              |
| 0009                       | Цахальнич (исп. Tzajalnich) 16°33′07″ с. ш. 92°10′13″ з. д.                   | 437                              | 550                              | 238                              |
| 0007                       | Сакчильбате (исп. Sakchilbate) 16°41′14″ с. ш. 92°05′19″ з. д.                | 124                              | 137                              | 186                              |
| —                          | Прочие                                                                        | 561                              | 766                              | 1020                             |
| Названия на карте Генштаба |                                                                               |                                  |                                  |                                  |

## Экономическая деятельность
По статистическим данным 2000 года, работоспособное население занято по секторам экономики в следующих пропорциях:
- сельское хозяйство и скотоводство — 93,4 % ;
- промышленность и строительство — 1,3 %;
- торговля, сферы услуг и туризма — 4,1 %;
- безработные — 1,2 %.

### Сельское хозяйство
Основными выращиваемыми культурами являются: кукуруза, бобы и некоторые фрукты.

### Животноводство
В муниципалитете разводится крупный рогатый скот, овцы и свиньи.

### Лесное хозяйство
В муниципалитете существует возможность заготовки древесины: сосны и дуба, но пока не реализуется.

## Инфраструктура
По статистическим данным 2020 года, инфраструктура развита следующим образом:
- электрификация: 96,9 %;
- водоснабжение: 14,1 %;
- водоотведение: 49,9 %.

## Туризм
Основные достопримечательности:
- Архитектурные: церковь, построенная в колониальный период, а также здание администрации 1936 года.
- Природные: Леса и пейзажи, красоты которых отражены в местном фольклоре и музыке.